# Шыдыр
Шыдыр (кирг. Шыдыр) — село в Базар-Коргонском районе Джалал-Абадской области Кыргызстана. Входит в состав Кенешского айылного аймака.

## География
Село расположено в юго-восточной части области, к северу от реки Кара-Ункюр, на расстоянии приблизительно 6 километров (по прямой) к северо-востоку от города Базар-Коргон, административного центра района. Абсолютная высота — 860 метров над уровнем моря.

## Население
Согласно оценочным данным Национального статистического комитета Кыргызской Республики, численность населения села на начало 2023 года составляла 2751 человек.
| год     | 2009 | 2014 | 2015 | 2020 | 2021 | 2023 |
| ------- | ---- | ---- | ---- | ---- | ---- | ---- |
| человек | 3819 | 3801 | 3821 | 2500 | 2533 | 2751 |